# Селиванов, Павел Александрович (контр-адмирал)
Павел Александрович Селиванов (1825—1882) — контр-адмирал.

## Биография
Родился в 1825 году. Происходил из дворян Санкт-Петербургской губернии. В 1842 году окончил Морской корпус и служил на Балтийском флоте. Ещё в чине мичмана, в 1846 году на транспорте «Або» совершил своё первое заграничное плавание в Средиземное море. Затем, в 1849 и 1850 годах плавал на фрегате «Паллада» в Атлантический океан до острова Мадеры, а в 1852 и 1853 годах на транспорте «Двина» совершил кругосветное плавание в Камчатку, откуда сушей, через Сибирь, возвратился в Кронштадт. Вместе с ним в этом путешествии участвовал Ф. Е. Кроун.
В 1859 году, в чине капитан-лейтенанта, получил в командование винтовой клипер «Наездник», на котором перешёл из Кронштадта в Тихий океан, и плавал у китайских берегов в эскадре под флагом посланника в Китае, генерал-майора Игнатьева; 1 января 1862 года был награжден орденом Св. Станислава 2-й степени с императорской короной; 8 июля 1863 года назначен командиром пароходофрегата «Камчатка»; 12 августа 1863 года назначен командиром броненосной батареи «Не тронь меня».
С 1869 года его дальнейшая служба была посвящена учебно-артиллерийскому делу; он был назначен командиром броненосного фрегата «Севастополь» в состав учебно-артиллерийского отряда. В 1876 году он был командирован в Англию и Францию для ознакомления с механическими приспособлениями и разнообразными приёмами при обучении орудийной прислуги на учебных судах английского и французского флотов. В 1878 году был произведён в контр-адмиралы. 
Умер 13 (25) января 1882 года. Похоронен на Кронштадтском гражданском кладбище.